# Jenő Ábel
Jenő Ábel (n. Budapesta, 24 iulie 1858-d. Budapesta, 23 decembrie 1889) a fost un scriitor, filolog și profesor universitar maghiar.

## Viața
Obține diploma de doctor la Facultatea de Filologie a Universității din Budapesta în anul 1877, după care întreprinde mai multe călătorii de studiu în Europa Occidentală.
Din anul 1897 devine, mai întâi profesor de liceu, apoi din anul 1883, profesor de filologie la Universitatea din Budapesta.
A fost primul secretar al Philologiai Társaság (Societatea de Filologie) din capitala ungară, mai târziu devine redactor la Egyetemes Philologiai Közlöny (Monitorul de Filologie Universală).Cercetările sale asupra istoriei umanismului din Ungaria, literatura latină medievală și manuscrisele epicilor greci au o valoare științifică deosebită.De numele său se leagă publicarea a nenumărate texte clasice, antice și din epoca renașterii.